# 小説現代
『小説現代』（しょうせつげんだい）は、講談社発行の月刊小説誌。毎月22日発売（22日が日曜日の場合、前日発売）。1963年創刊。中間小説誌の御三家の1つとして昭和中期から多くの人気作家、作品を生み出した。
『週刊現代』『月刊現代』とで大人の男性読者向け「現代トリオ」の一翼を担った。
江戸川乱歩賞の発表誌で乱歩賞受賞者は受賞第1作の短編を『小説現代』に発表する義務があるという。

## 歴史

### 創刊
講談社の大衆小説誌として1901年（明治44年）から続いていた、時代小説を中心とした『講談倶楽部』は戦後1949年から復刊したが、中間小説などに押されて1962年11月に廃刊。代わって同年12月に『小説現代』が初代編集長、三木章で創刊された（1963年2月号）。誌名は当初「現代小説」を予定していたが、既に商標登録済みだったため『小説現代』となった。創刊号ラインナップは、柴田錬三郎、水上勉、舟橋聖一、丹羽文雄、山手樹一郎、山岡荘八、松本清張、源氏鶏太、石原慎太郎ら人気作家を並べ、梶山季之の連載ノンフィクション「実力経営者伝」もあった。表紙には村上豊を起用。発行部数は21万部だったが、その後は10万部近くまで下がる。
創刊当初の連載読物として、吉行淳之介の人物評「変わった種族研究」が2年間続き、戸板康二が掲載した短編にヒントを得た、作家の交友日記「酒中日記」も連載。

### 全盛期
1960年代半ばから、宇能鴻一郎、川上宗薫、泉大八、青柳友子らの官能小説も手がける。その後売れ行きも伸びて、『オール讀物』『小説新潮』に並んで中間小説誌の御三家と称されるようになる。1968年には35万部となって2誌を上回り、同年末には43万5千部の最高部数を記録。この頃は多くの中間小説誌が創刊されたが、多くが『小説現代』に似たスタイルと言われた。
1969年からは大村彦次郎が2代目編集長となる。大村は当時流行のサイケ調を誌面に取り入れたが、社内外から多くの批判を受けた。1971年から連載した滝田ゆう「泥鰌庵閑話」は10年間続く。また「新・股旅小説」と銘打った時代小説のシリーズを始め、1971年3月号で笹沢佐保「赦面花は散った」は木枯し紋次郎シリーズの第1作となって人気を博し、ブームを巻き起こした。1972年3月号の池波正太郎「おんなごろし」は仕掛人・藤枝梅安シリーズとなる。この作中人物の彦次郎は大村の名を取ったもの。1冊に一人の作家が3作書くと言う「一人三人全集」には、1970年から、梶山季之、笹沢佐保、川上宗薫、野坂昭如、山田風太郎が書いた。
1966年から季刊で始まった『別冊小説現代』は、その後隔月刊となり、掲載作から、佐藤愛子「戦いすんで日が暮れて」（1969年）、長部日出雄「津軽世去れ節」「津軽じょんから節」（1973年）、藤本義一「鬼の詩」（1974年）が直木賞受賞。

### 1980年代以降
『小説現代』を含む中間小説誌は1960年代から1970年代までが全盛期で1980年代に入ると凋落し、各誌10万部を割り込むようになる。
1996年からは推理小説を中心とした『小説現代増刊 メフィスト』を年3回刊行。2003年からライトノベル系雑誌として『小説現代増刊 ファウスト』刊行。
2000年代末頃の実売部数は3万5千部と言われる。
2015年10月号より電子書籍版が開始。

### リニューアル創刊
2018年9月発売の10月号をもっていったん休刊。これまでの長編小説の連載中心から、長編は一挙掲載、中編・短編・エッセイ・コラム・インタビュー・対談を掲載して毎号読み切れる雑誌として、2020年2月発売の3月号からリニューアル創刊される。休刊を発表した2017年頃の部数は1万1千部と報じられた。

## 新人発掘
創刊と同時に「小説現代新人賞」を創設。1963年第1回に中山あい子、第6回に五木寛之、藤本泉、その後も赤江瀑、岡本好古、皆川博子などを輩出。（詳細は小説現代新人賞の項を参照） 1994年から98年には、「小説現代推理新人賞」を開催。2006年から小説現代新人賞は、「小説現代長編新人賞」に改編した。
また「今月の新人」と題して、1963年6月号から同人誌や他誌新人賞受賞者を起用、邦光史郎、永井路子、三好徹、生島治郎、田中阿里子、丸川賀世子、眉村卓、西村滋、阿部牧郎などを送り出す。芥川賞受賞直後の田辺聖子も起用した。1964年1月号からは川野彰子5編を掲載。1969年に石堂淑郎の初小説「好色的生活」、1971年にはシナリオライターとして活躍していた井上ひさしの初小説「モッキンポット師の後始末」掲載。
1986年から、それまで講談社で募集していた「星新一ショートショート・コンテスト」を、「小説現代ショートショート・コンテスト」として主催。

## 読者賞
1970年から読者の投票によって決まる「小説現代読者賞」を開始。
- 第1回 1970年 笹沢佐保「見返り峠の落日」
- 第2回 1971年 梶山季之「ケロイド心中」
- 第3回 1972年 松本清張「留守宅の事件」
- 第4回 1973年 野坂昭如「砂絵呪縛後日怪談」
- 第5回 1974年 池波正太郎「殺しの四人」
- 第6回 1975年 井上ひさし「いとしのブリジッド・ボルドー」